# Naoya Tsukahara
Naoya Tsukahara (塚原 直也, Tsukahara Naoya), né le 25 juin 1977 à Nagasaki, est un gymnaste japonais.
Il remporte le titre par équipes aux Jeux olympiques de 2004. C'est le fils de Mitsuo Tsukahara.
Il représente l'équipe australienne de gymnastique depuis qu'il a pris la nationalité australienne en 2012.